# Les Sœurs (îles)
Pour l’article homonyme, voir Les Sœurs (homonymie).
Pour les Îles des Seychelles, voir Îles Sœurs.
Les Sœurs, en anglais The Sisters, en maori de Nouvelle-Zélande Rangitatahi, est un groupe de trois îles néo-zélandaises appartenant aux îles Chatham, dans l'océan Pacifique Sud, le plus au nord de l'archipel.

## Géographie

Carte topographique des îles Chatham, avec les îles Sœurs au nord-ouest

Elles sont situées à 16 kilomètres au nord de l'île Chatham et à 800 kilomètres de l'île du Sud de la Nouvelle-Zélande.
Les trois îles sont appelées Grande Sœur ou Rangitatahi, Moyenne Sœur ou Te Awanui et Petite Sœur.

## Faune
Les îles Sœurs ont la deuxième plus grande colonie de reproduction de l'albatros de Sanford, et est un site de reproduction de nombreuses espèces de la région subantarctique, notamment l'albatros de Buller, le Pétrel de Hall, la prion colombe et la prion de Forster.
Le site est reconnue comme zone importante pour la conservation des oiseaux par Birdlife International pour sa population d'albatros de Buller, comprenant environ 2 150 couples reproducteurs et de cormoran de Featherston, avec entre 40 et 70 nids recensés.

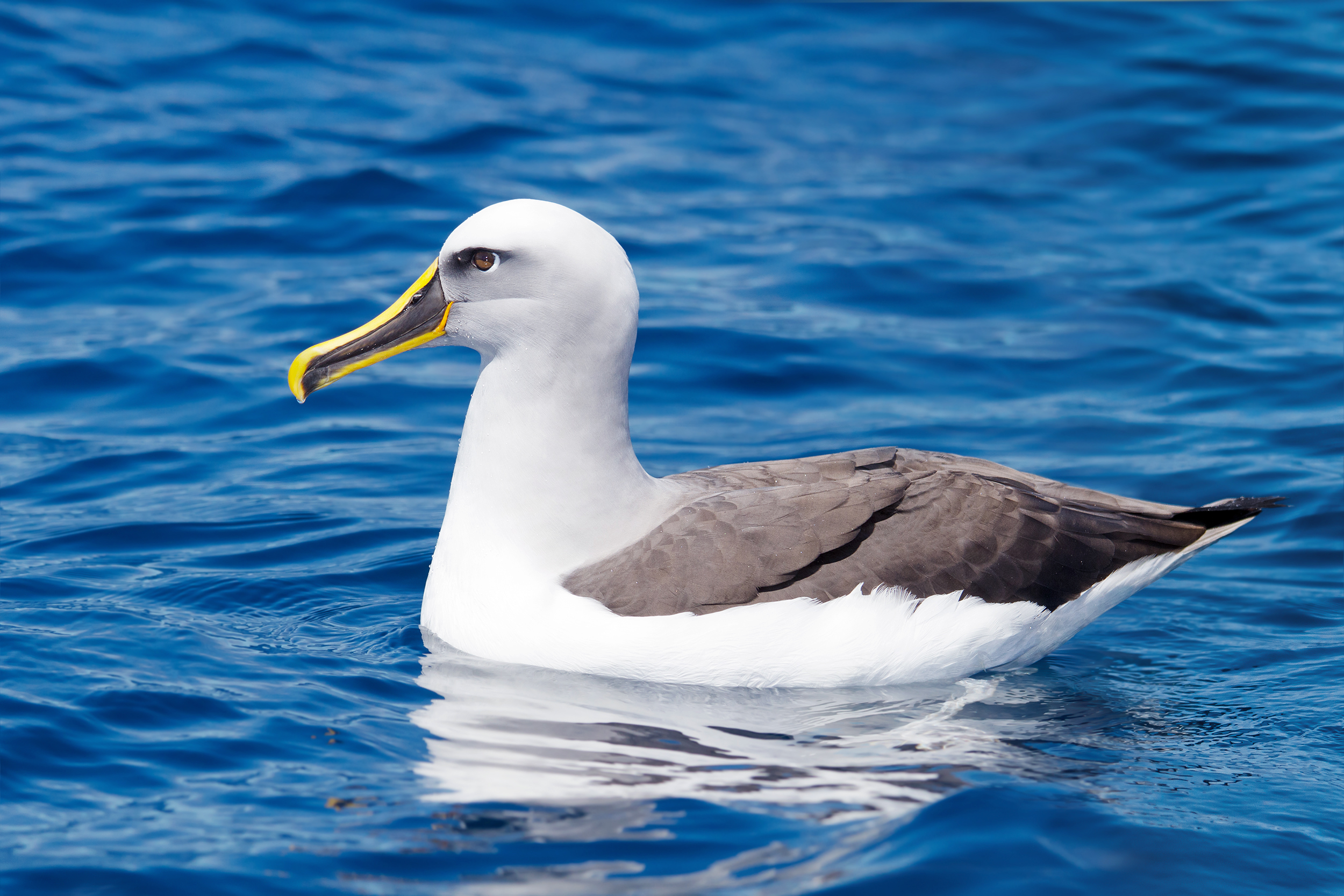
Albatros de Buller
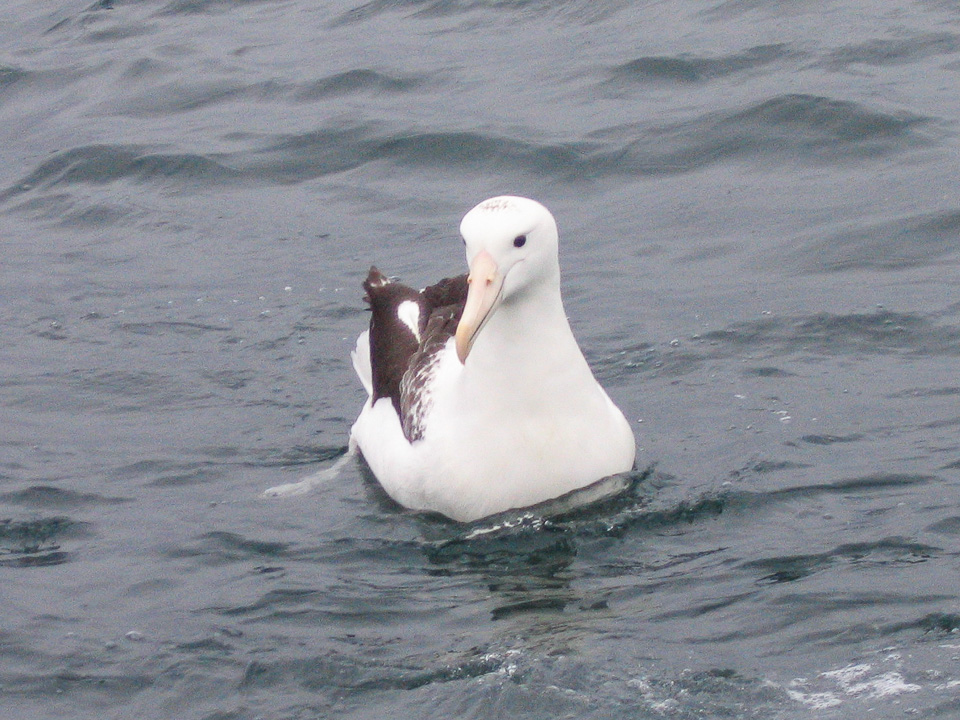
Albatros de Sanford
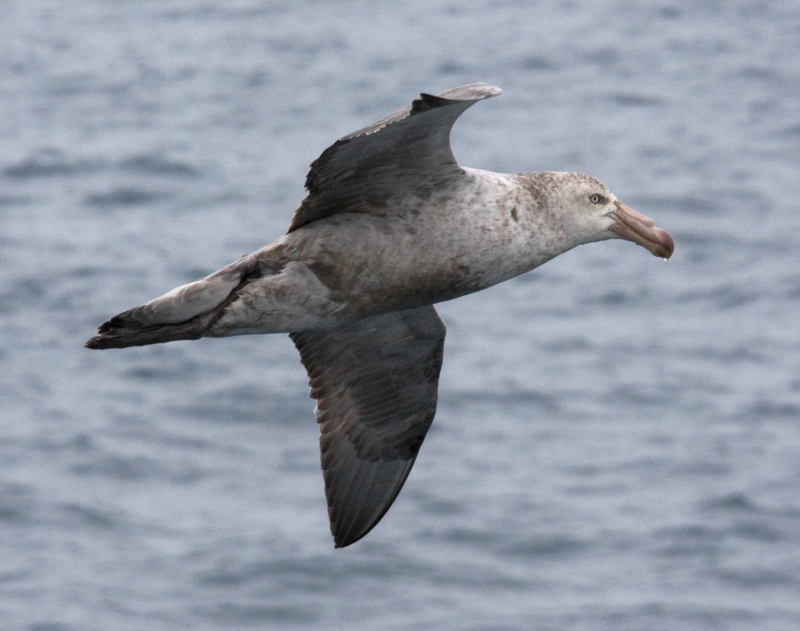
Pétrel de Hall